# Rosuvastatine
La rosuvastatine appartient au groupes des médicaments appelés statines, utilisées dans les dyslipidémies pour modifier les concentrations de choléstérol dans le sang. Ce type de médicament a pour objectif de réduire le LDL-C (« mauvais cholestérol ») et d'augmenter le HDL-C (« bon cholestérol ») afin de faire diminuer le risque cardiovasculaire.

## Efficacité
Dans un essai thérapeutique, la rosuvastatine a montré une efficacité dans la réduction du risque de survenue d'une maladie cardio-vasculaire en prévention primaire (c'est-à-dire chez le sujet n'ayant jamais eu ce type de maladie), chez des individus ayant un niveau de cholestérol normal, mais présentant une augmentation de la CRP hypersensible. Le recul reste cependant peu important (deux ans) et l'importance de la baisse du cholestérol peut poser question du point de vue de la sécurité.
Dans un autre essai sur des sujets atteints d'insuffisance rénale chronique, il n'existait pas de différence de survenue d'événements cardiovasculaires pour un suivi moyen de 4 ans
Il existe par ailleurs une majoration du risque de développer un diabète, mais une diminution du risque cardiovasculaire serait tout de même maintenue chez ces derniers.
Comme d'autres statines, elle pourrait diminuer le risque de survenue de fibrillation auriculaire dans certains cas.

## Effets secondaires
- Troubles digestifs : constipation, nausée, crampes gastro-intestinales, troubles dyspeptiques, flatulences, diarrhées ;
- Myopathie avec myalgie sans gravité, élévation des CK (créatine kinases) atteignant parfois 10 fois la normale et imposant l'arrêt du traitement ;
- Rares : céphalées, asthénie, dépression, réactions cutanées allergiques,  élévation des transaminases, tendinites, polynévrites sensitivo-motrices ;
- Exceptionnels : insomnie, alopécie, hypoglycémie, hyperglycémie, pancréatite, photosensibilisation, impuissance, thrombopénie, pneumopathie interstitielle.
- 2 à 3 personnes sur 100 000 : myopathie auto-immune associée aux statines.

## Marché
La rosuvastatine serait la sixième molécule médicamenteuse vendue dans le monde, en valeur, en 2012, avec un chiffre projeté de 7 milliards de dollars. En France en 2012, c'est la troisième molécule la plus vendue en ville en valeur, et la 28e en quantité.